# Conus mauricioi
Conus mauricioi é uma espécie de gastrópode do gênero Conus, pertencente à família Conidae.